# Dornier Do H
Die Dornier Do H Falke ist ein in den 1920er Jahren von den Dornier-Werken in Friedrichshafen am Bodensee entworfenes Jagdflugzeug in Ganzmetallbauweise. Es existierte sowohl in einer Rad- als auch in einer Schwimmerausführung.

## Entwicklung
Die Konstruktionsarbeiten begannen Anfang 1922 und orientierten sich an dem noch im Ersten Weltkrieg entwickelten Doppeldecker D.I von 1918. Der Bau des zunächst einfach als Falke bezeichneten Prototyps mit der Werknummer 33 begann im Mai 1922 in Seemoos. Erst als Dornier 1926 sein firmeninternes Bezeichnungssystem abänderte, erhielt das Muster das Kürzel Do H. Im August erteilte das US-amerikanische Unternehmen Wright Aeronautical einen offiziellen Bauauftrag für dieses Exemplar. Auf dessen Wunsch wurde es mit einem Hispano-Suiza-8-Motor ausgerüstet, da Wright dieses Modell als H-3 in Lizenz baute, und erhielt außerdem einen Öl- und einen Lamellen-Luftkühler von Lamblin. Da gemäß dem Versailler Vertrag die Herstellung von Militärflugzeugen in Deutschland in dieser Zeit verboten war, wurden nur die einzelnen Baugruppen fertiggestellt und im September über den Bodensee in die Schweiz zunächst nach Rorschach verschifft und weiter auf dem Landweg nach Dübendorf gebracht, wo der Zusammenbau erfolgte. Die Teile für ein zweites Exemplar wurden ebenfalls angefertigt, doch wurde dessen Bau nicht vollendet. 1926 wurden erneut Überlegungen zur Vollendung als Werknummer 119 getätigt, aber nicht umgesetzt.
Der Falke erhielt am 16. Oktober 1922 das Schweizer Kennzeichen CH–87 mit der offiziellen Eintragung für Fluggesellschaft Ad Astra Aero und führte am 1. November seinen Erstflug durch. Anschließend wurde er einigen Vertretern von Wright sowie des Schweizer Militärs vorgeflogen. Die amerikanische Kommission war mit dem Flugzeug zufrieden, tätigte den Kauf und veranlasste die Verschiffung in die USA. Die Löschung aus dem Luftfahrtregister der Schweiz folgte zum 31. Dezember. In den USA wurde der Falke nach Dayton/Ohio überführt und im April 1923 in McCook Field von Wright-Testpilot Frederick H. Becker anwesenden Militärs im Flug vorgeführt. Infolgedessen wurde er als Wright WP-1 (für „Wright Pursuit“) von der US Navy übernommen und mit dem Kennzeichen A–6748 einer ausgiebigen Erprobung erzogen, mit deren Ergebnissen man zwar sehr zufrieden war, das Flugzeug aber trotzdem ablehnte, interessanterweise mit der Begründung einer für die Anforderungen der Marine zu fortschrittlichen Konstruktion.
Außer diesem Exemplar entstanden noch vier weitere Falken mit den Werknummern 11–13 und 16 zusätzlich einer Bruchzelle als Nummer 17, drei davon im Auftrag der italienischen Regierung vom Juli/August 1923. Naheliegend wurde deren Bau deshalb in Dorniers italienischen Zweigbetrieb Societa Anonima Italiana Costruzioni Meccaniche (SAICM) in Marina di Pisa durchgeführt. Überlegungen von 1924 seitens SAICM zur Produktion weiterer zehn Stück scheiterten an ausbleibenden Aufträgen. Eines dieser Flugzeuge nahm 1923 an einem Ausscheid zu einem neuen Jagdflugzeug für die spanischen Luftstreitkräfte in Cuatro Vientos teil, stürzte dort aber ab. Die Restlichen wurden von der Regia Aeronautica, die im März 1923 eigenständige Teilstreitkraft geworden und auf der Suche nach einem neuen Jagdflugzeug war, sich aber schlussendlich für die einheimische Fiat CR.1 entschied, getestet. Die Flugzeuge gingen nach Pisa an SAICM zurück.

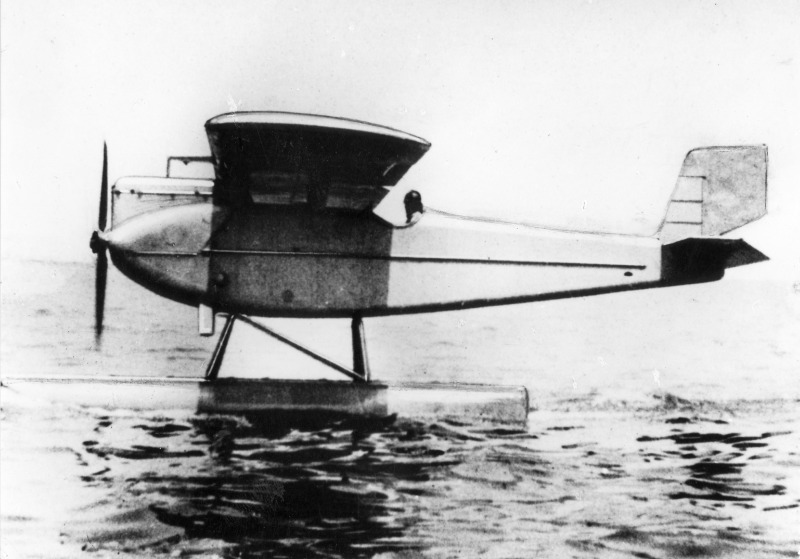
„Falke See“ für Japan

Im Rahmen eines am 6. Februar 1924 abgeschlossenen Lizenzvertrages über die Produktion von Dornier-Flugzeugen bei Kawasaki Dockyard Ltd. in Japan bekundete das Unternehmen sein Interesse am Falken und gab zwei Stück in Auftrag, eines mit Radfahrwerk, das andere in der Schwimmervariante. Zusätzlich sollte der neuentwickelte Motor BMW IV zum Einbau kommen. Dornier griff auf zwei der abgelehnten italienischen Exemplare zurück und baute sie gemäß den Wünschen der japanischen Seite um. Die Abnahmeflüge vor Vertretern von Kawasaki fanden gemeinsam am 10. August 1924 in Pisa statt. Verschifft wurden sie mit wieder ausgebauten Triebwerken, da vorgesehen war, in Japan andere BMW IV einzusetzen.
Auch der letzte noch bei Dornier befindliche Falke wurde 1925 wahrscheinlich im Auftrag des Reichsverkehrsministeriums auf einen BMW-IV-Motor umgerüstet und im August in Dübendorf probegeflogen, vermutlich mit mäßigem Ergebnis, denn nach dem Ende der Tests wurde er wieder an Dornier übergeben. Etwa zur gleichen Zeit bekundete Chile gesteigertes Interesse an Dornier-Flugzeugen und der Falke wurde im Januar 1926 zusammen mit einer Do E in Richtung Buenos Aires verschifft. Dort führte ihn der eigens dafür angestellte Pilot Carl-August von Schoenebeck einigen argentinischen Vertretern vor, um ihn im Anschluss nach Santiago de Chile zu überfliegen, wo er unter anderem bei einem Vergleichsfliegen gegen eine US-amerikanische Curtiss P-1 antrat. Trotz günstiger Verkaufsprognosen erhielt Dornier aber keinen Auftrag zum Serienbau. Was mit dieser Do H weiter in Chile geschah, kann nicht mehr nachvollzogen werden.

## Aufbau
Die Do H ist ein freitragender Hochdecker in Ganzmetall-Schalenbauweise. Den Rumpf bilden Spanten mit Doppelflansch-U-Profilen mit aufgenieteten glatten Duraluminiumblechen, die die unten und an den Seiten abgeflachte und auf dem Rücken stark abgerundete Verkleidung bilden, auf der ebenfalls genietete strukturverstärkende Längsprofile aufgesetzt sind. In ihm ist ein Drucktank untergebracht. Ein weiterer Falltank befindet sich in dem einteiligen, rechteckigen Flügel mit leicht gerundeten Außenkanten. Dieser besitzt zwei durchlaufende stählerne Holme mit Aluminiumrippen und horizontal verlaufenden Fachwerkversteifungen und ist mit dem Rumpf mit vier für den leichteren Transport leicht lösbaren Bolzen an vier kurzen Streben mit dem Rumpf verbunden. Die Beplankung besteht aus Duraluminiumblechen; bei einigen gebauten Do H sind aber der Teil ab dem Hinterholm sowie die Querruder und Steuerflächen des Leitwerks stoffbespannt. Die freitragende Höhen- und Seitenflosse aus Aluminium ist auf das Rumpfheck aufgesetzt und mit Bolzen ebenfalls abnehmbar befestigt.
Die Haupträder des Fahrwerks befinden sich an zwei drehbar quer zur Flugrichtung im Rumpf gelagerten Stielen mit Gummifederung an den Enden und gekröpften Anschlüssen zu den Scheibenrädern. Am Heck ist ein gefederter Schleifsporn angebracht. Die Seevariante besitzt anstelle der Räder zwei einstufige, vorn und hinten scharf gekielte Duraluminiumschwimmer, die durch stromlinienförmige Streben am Rumpf befestigt sind.

## Technische Daten
| Kenngröße                                                         | Daten (Falke) | Daten (Falke Land für Japan) | Daten (Falke See für Japan) |
| ----------------------------------------------------------------- | --- | --- | --- |
| Besatzung                                                         | 1 | 1 | 1 |
| Spannweite                                                        | 10,00 m | 10,00 m | 10,00 m |
| Länge                                                             | 7,43 m | 7,43 m | 8,42 m |
| Höhe                                                              | 2,66 m | 2,84 m | 3,3 m |
| Flügelfläche                                                      | 20,00 m² | 20,00 m² | 20,00 m² |
| Leermasse                                                         | 890 kg | 925 kg | 1050 kg |
| Rüstmasse                                                         | 1160 kg | 1180 kg | 1270 kg |
| Nutzlast                                                          | 50 kg | 50 kg | 50 kg |
| Startmasse                                                        | 1210 kg | 1230 kg | 1320 kg |
| Antrieb                                                           | ein wassergekühlter Achtzylinder-V-Motor | ein wassergekühlter Sechszylinder-Reihenmotor | ein wassergekühlter Sechszylinder-Reihenmotor |
| Typ                                                               | Hispano-Suiza 8Fb | BMW IVa | BMW IVa |
| Startleistung Kampf- und Steigleistung Nennleistung Dauerleistung | 345 PS (254 kW) 320 PS (235 kW) in Bodennähe 300 PS (221 kW) in Bodennähe 270 PS (199 kW)                                                                             | 320 PS (235 kW) 300 PS (221 kW) in Bodennähe 300 PS (221 kW) in Bodennähe 240 PS (177 kW) in 400 m Höhe                                                               | 320 PS (235 kW) 300 PS (221 kW) in Bodennähe 300 PS (221 kW) in Bodennähe 240 PS (177 kW) in 400 m Höhe                                                               |
| Kraftstoffvorrat                                                  | 1450 l | 1450 l | 1450 l |
| Höchstgeschwindigkeit                                             | 250 km/h in Bodennähe 243 km/h in 1000 m Höhe 237 km/h in 2000 m Höhe 229 km/h in 3000 m Höhe 220 km/h in 4000 m Höhe 208 km/h in 5000 m Höhe 193 km/h in 6000 m Höhe | 254 km/h in Bodennähe 257 km/h in 1000 m Höhe 260 km/h in 2000 m Höhe 256 km/h in 3000 m Höhe 249 km/h in 4000 m Höhe 238 km/h in 5000 m Höhe 223 km/h in 6000 m Höhe | 234 km/h in Bodennähe 239 km/h in 1000 m Höhe 240 km/h in 2000 m Höhe 233 km/h in 3000 m Höhe 222 km/h in 4000 m Höhe 208 km/h in 5000 m Höhe 192 km/h in 6000 m Höhe |
| Marschgeschwindigkeit                                             | 220 km/h in 1000 m Höhe | 220 km/h in 1000 m Höhe | 200 km/h in 1000 m Höhe |
| Landegeschwindigkeit                                              | 95 km/h | 90 km/h | 95 km/h |
| Steigzeit                                                         | 2,36 min auf 1000 m Höhe 6,13 min auf 2000 m Höhe 10,50 min auf 3000 m Höhe 16,25 min auf 4000 m Höhe 23 min auf 5000 m Höhe 60 min auf 6000 m Höhe                   | 2,50 min auf 1000 m Höhe 5,45 min auf 2000 m Höhe 8,45 min auf 3000 m Höhe 11,51 min auf 4000 m Höhe                                                                  | 18 min auf 5000 m Höhe |
| Reichweite                                                        | 480 km | 480 km | 350 km |
| Dienstgipfelhöhe                                                  | 6000 m | 7800 m | 6800 m |
| Bewaffnung                                                        | zwei starre MG über dem Motor | zwei starre MG über dem Motor | zwei starre MG über dem Motor |